# Франк-Ноэн
Франк-Ноэн (фр. Franc-Nohain) имя при рождении Морис Этьен Легран (фр. Maurice Étienne Legrand; 1873—1934) — французский журналист, поэт, писатель и либреттист.
Работал адвокатом в Париже. Писал как для драматического, так и для музыкального театров. Создавал произведения в соавторстве с другими писателями, в частности, с Эмилем Жак-Далькрозом. В 1906 году прошла премьера их произведения «Добряк Жади». Наиболее активным было сотрудничество с композитором Клодом Террассом, к спектаклям которого Франк-Ноэн написал ряд либретто.
Писал в коллаборации с Морисом Равелем. Несмотря на сотрудничество, Франк-Ноэн и Равель никогда не были близки, однако долгое время ассоциировались друг с другом. Равель отправлял Франк-Ноэну билеты на премьеру «Аделаиды», подписанные издания своих произведений. После смерти Франк-Ноэна Морис Равель посетил его семью.
Отец двух сыновей, актёра Клода Дофена (1903—1978), а также радио- и телеведущего Жана Ноэна (1900—1981).
Умер в Париже в октябре 1934 года в возрасте 61 года. 

### Либретто
- «Испанский час» (1904)
- «Сад на берегу Оронта[фр.]» (1932) по мотивам одноимённого романа М. Барреса